# 김승원 (축구 선수)
김승원(1990년 3월 16일 ~ )은 대한민국의 축구 선수로서 포지션은 공격수이다. 2010년 아주대학교가 춘계 대학 1, 2학년 축구대회를 우승할 당시의 멤버였다. 현재 중랑 코러스 무스탕에서 뛰고 있다.